# 巴納德星系
巴納德星系或稱NGC 6822是一個位在人馬座的有棒不規則星系，它距離地球160萬光年，是本星系團的成員之一。
巴納德星系在1881年由美籍天文學家愛德華·愛默生·巴納德發現，并因此得名。

### 图集

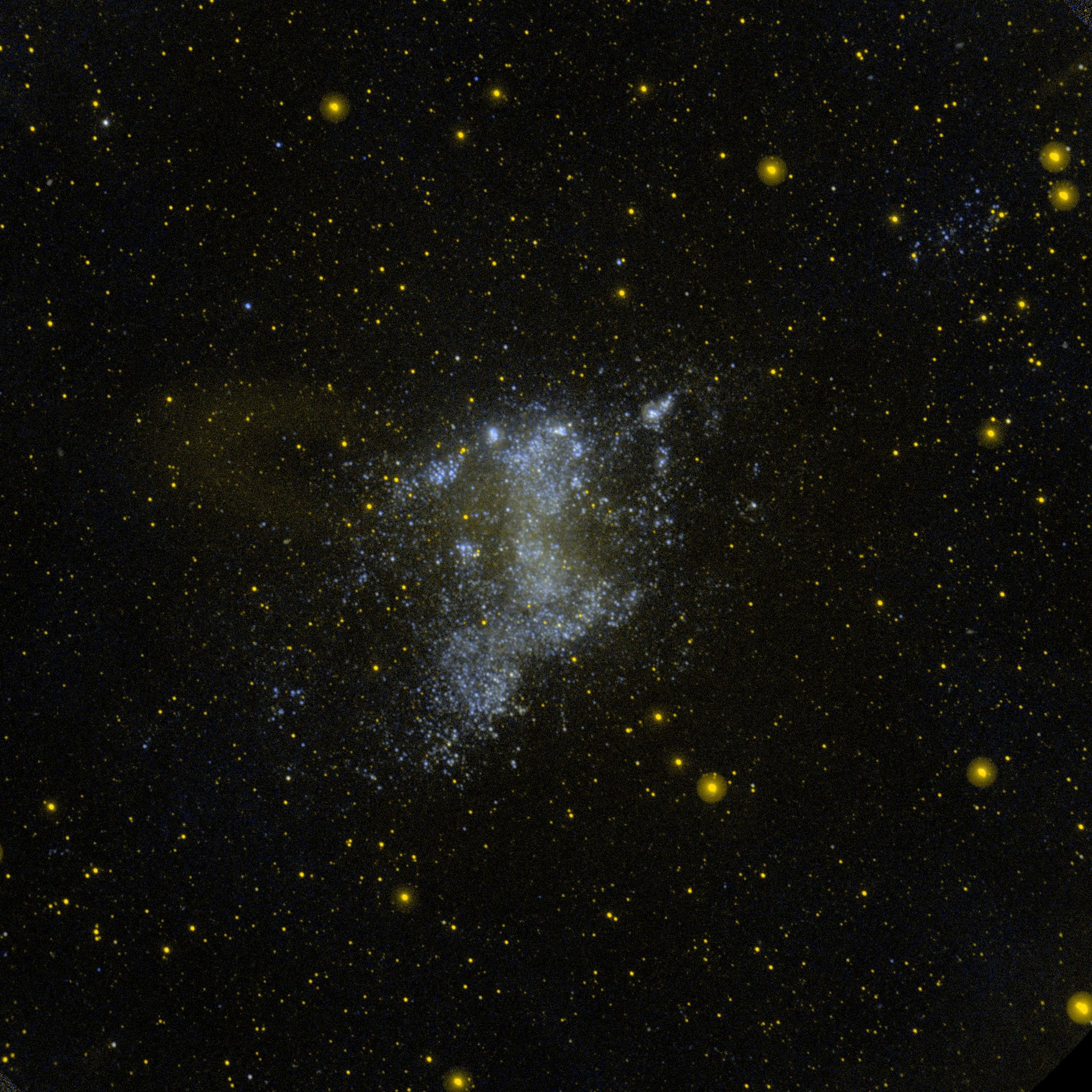
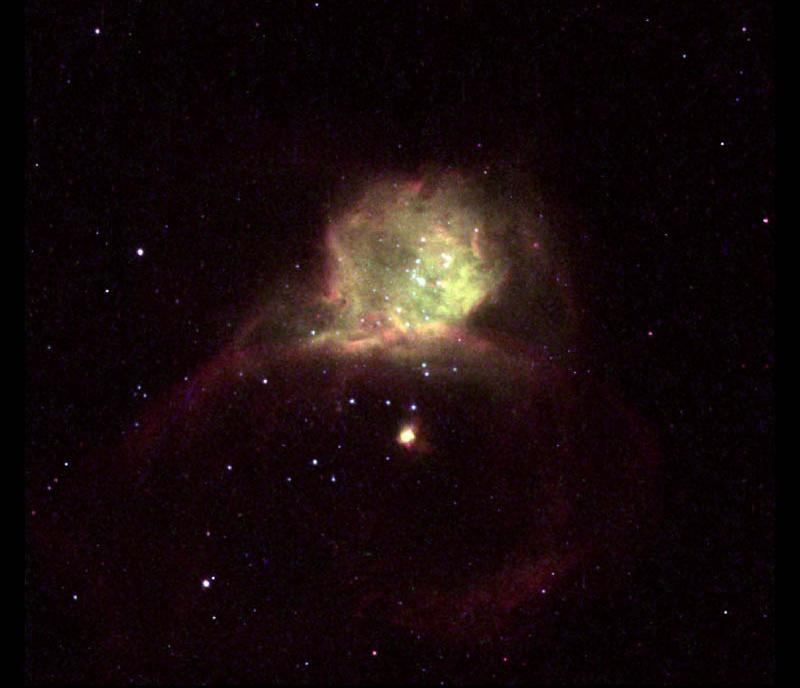
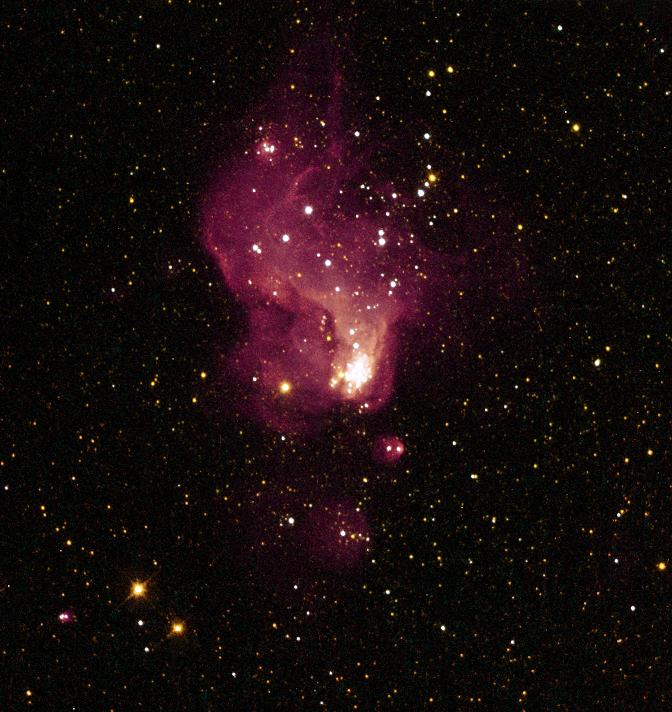
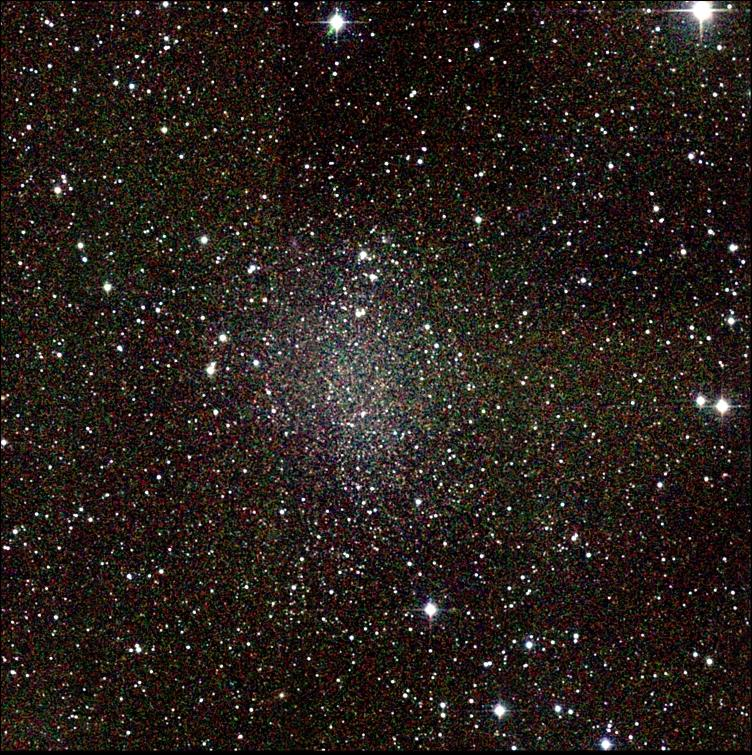